# (2476) Andersen
(2476) Andersen ist ein Asteroid des äußeren Hauptgürtels mit einem mittleren Durchmesser von 20,695 (± 0,939) Kilometern, der von dem sowjetischen Astronomen Nikolai Tschernych am 2. Mai 1976 am Krim-Observatorium in Nautschnyj (IAU-Code 095) entdeckt wurde. Unbestätigte Sichtungen des Asteroiden hatte es vorher schon gegeben: am 27. August 1935 (1935 QH1) am Union-Observatorium in Johannesburg, am 20. April 1939 (1939 HD) an der Landessternwarte Heidelberg-Königstuhl sowie am 25. Dezember 1973 (1973 YC3) am Krim-Observatorium in Nautschnyj.
Der mittlere Durchmesser des Asteroiden wurde mit 20,695 (± 0,939) km berechnet, die Albedo mit 0,150 (± 0,024).
Der Asteroid gehört zur Eos-Familie, einer Gruppe von Asteroiden, welche typischerweise große Halbachsen von 2,95 bis 3,1 AE aufweisen, nach innen begrenzt von der Kirkwoodlücke der 7:3-Resonanz mit Jupiter, sowie Bahnneigungen zwischen 8° und 12°. Die Gruppe ist nach dem Asteroiden (221) Eos benannt. Es wird vermutet, dass die Familie vor mehr als einer Milliarde Jahren durch eine Kollision entstanden ist. Die zeitlosen (nichtoskulierenden) Bahnelemente von (2476) Andersen sind fast identisch mit denjenigen des kleineren, wenn man von der Absoluten Helligkeit von 15,4 gegenüber 11,1 ausgeht, Asteroiden (324849) 2007 LN6.
(2476) Andersen wurde am 2. Juli 1985 nach dem dänischen Dichter und Schriftsteller Hans Christian Andersen benannt.